# Neolaparus maculiventris
Neolaparus maculiventris är en tvåvingeart som beskrevs av Friedrich Hermann Loew 1858. Neolaparus maculiventris ingår i släktet Neolaparus och familjen rovflugor. Inga underarter finns listade i Catalogue of Life.